# Années 990
Les années 990 couvrent la période de 990 à 999.

## Événements

L'Arménie bagratide.

- 989-1020 : l’Arménie des Bagratides connaît son apogée sous le règne de Gagik Ier[1].
- Vers 990 : les Berbères d’Aoudaghost se révoltent contre l’autorité du tounka (roi) de Ghana. Le roi du Ghana s’empare du royaume d’Aoudaghost, qui est placé sous l’autorité d’un fonctionnaire noir jusqu’en 1054[2].
- 993-1015 : activité d'Abhinavagupta, théologien hindou, réputé réincarnation de Shesha[3].
- 993 : première guerre du Goryeo avec la dynastie Liao[4].

### Europe

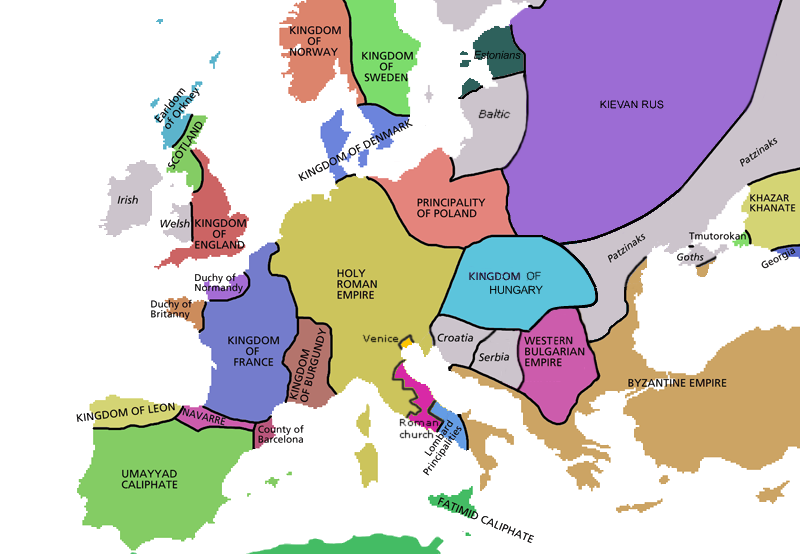
L'Europe en 998.

- 989-990 : début du mouvement pour la Paix de Dieu en Gaule méridionale[5].
- Après 990 : Mieszko Ier de Pologne annexe la Silésie et la région de Cracovie au détriment des princes tchèques de la famille des Slavník (cs) (990-1038). Pour protéger son indépendance, il fait don de son royaume au Saint-Siège, espérant que son fils obtiendrait du souverain pontife une couronne royale[6].
- 990-1015 : rédaction des Consuetudines antiquiores (les plus anciennes coutumes) de Cluny[7].

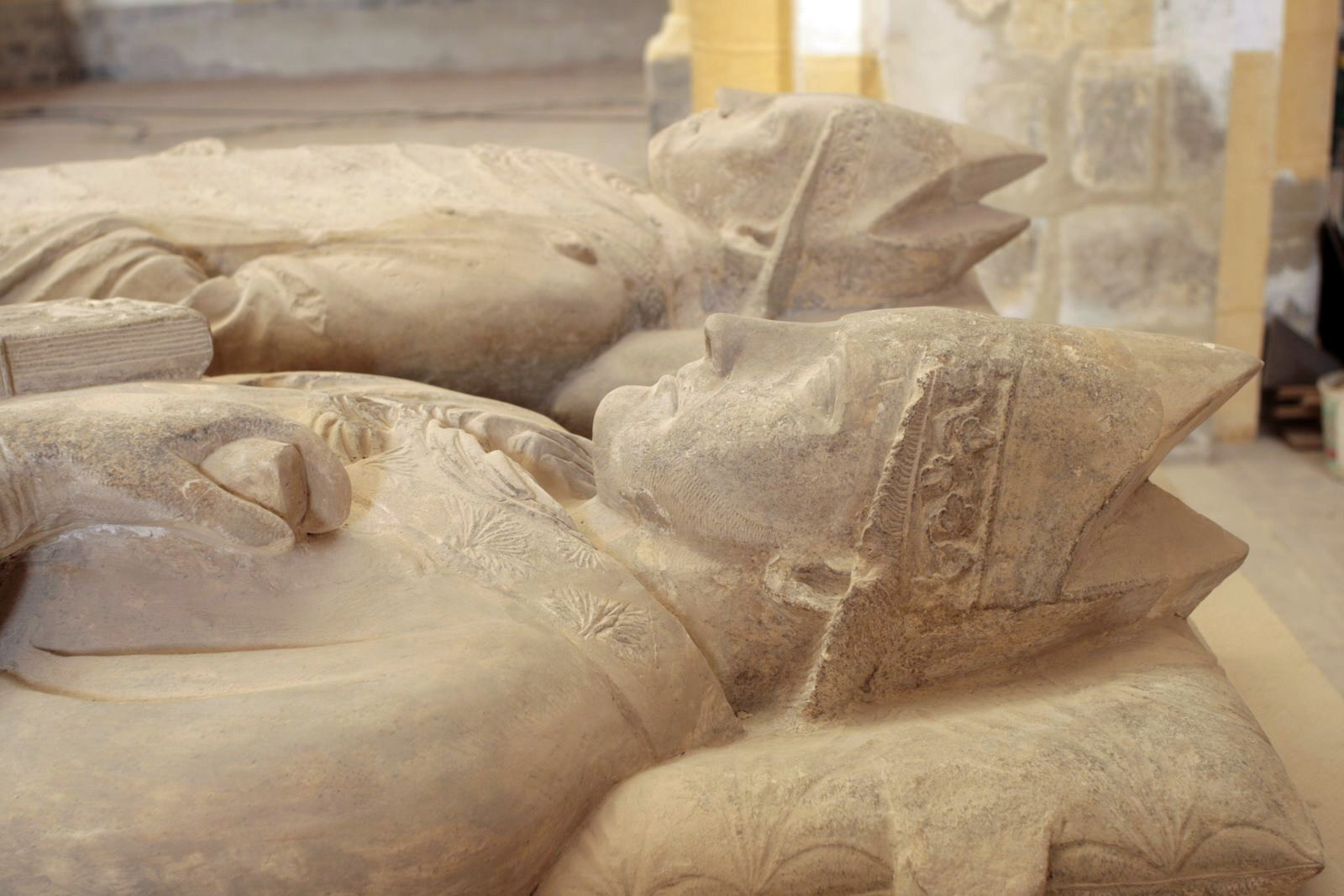
Tombeau de Mayeul de Cluny et Odilon de Mercœur à Souvigny

- 994 : trente-sept monastères ont été réformés en France et en Italie à la mort de Mayeul de Cluny[8]. Odilon de Mercœur, qui lui succède comme abbé de Cluny (994-1049), institue la trêve de Dieu, la fête des morts et développe l’ordre clunisien : en appliquant la règle bénédictine, les moines clunisiens insistent sur l’opus Dei, la célébration chorale de l’office divin. Ils donnent le primat à la liturgie, splendide et attirante ; la messe devient chorale et se transforme en une prière perpétuelle. Les innovations en faveur des morts (fondations de messes), répondent aux angoisses des foules. Les moines prennent l’habitude de se faire tous ordonner prêtre pour célébrer quotidiennement la consécration de l’Eucharistie[9].
- 995 : en Bohême, tension entre les Slavník (cs) et les Přemyslides. Massacre des Slavník au château de Libice[10].
- 995-1000 : règne d'Olaf Tryggvason. Il entreprend la christianisation de la Norvège[11].
- 995-1007 : nouvelle vague de raids danois contre l’Angleterre[12].
- 996 : guerre entre l'Empire byzantin et la Bulgarie. Les Bulgares sont battus à la bataille du Sperchiós[13].
- 996-997 : Vojtech Slavnik (Adalbert), premier évêque tchèque de Prague, après avoir quitté son évêché à deux reprises (988-992 et 995) pour devenir moine à Rome, y rencontre en 996 l’empereur Otton III qui le persuade d’aller évangéliser les Prussiens encore païens. Arrivé en Pologne, il devient l’ami du roi Boleslas le Vaillant. Il est assassiné par les Prussiens en 997 et est canonisé en 999[6].
- 997 : Étienne Ier de Hongrie, baptisé en 985, entreprend la christianisation de la Hongrie[14].

## Personnages significatifs
- Adalbéron de Laon
- Adalbert de Prague
- Abhinavagupta
- Al-Hakim bi-Amr Allah
- Boleslas Ier de Pologne
- Boleslav II de Bohême
- Boleslav III de Bohême
- Étienne Ier de Hongrie
- Foulque III d'Anjou
- Fujiwara no Michinaga
- Hugues Capet
- Leif Ericson
- Mahmûd de Ghaznî
- Maïeul de Cluny
- Odilon de Mercœur
- Olof de Suède
- Robert II de France
- Rodolphe III de Bourgogne
- Sylvestre II